# Les Thuiles
Les Thuiles (en valéian : Las Téoulas[réf. non conforme]) sont une commune française, située dans le département des Alpes-de-Haute-Provence en région Provence-Alpes-Côte d'Azur.
Le nom de ses habitants est Thuilois, en valéian : Lous Téoulencs[réf. non conforme].

## Géographie

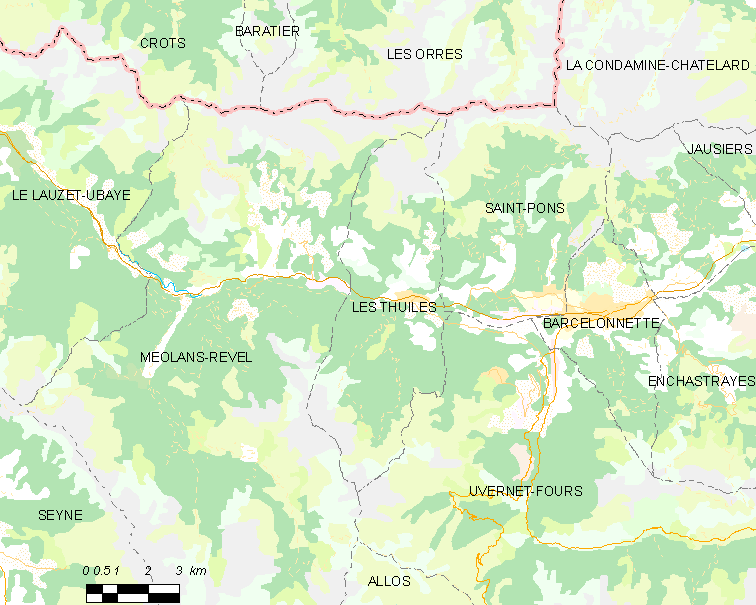
Les Thuiles et les communes voisines (Cliquez sur la carte pour accéder à une grande carte avec la légende).

Situé à 1 111 m d’altitude, le village fait partie de la basse vallée de l'Ubaye. Il est proche de l'Ubaye, et du riou Bourdoux, un torrent de montagne. Le nom du village provient du fait qu'il y avait avant des fabriques de poteries.
Le village se situe entre Méolans-Revel et Barcelonnette.

### Géologie
Lors des deux dernières grandes glaciations, la glaciation de Riss et la glaciation de Würm, le glacier de l’Ubaye envahit la vallée ; le vallon du torrent de la Cimette était lui aussi occupé par un glacier. Les sommets des crêtes n’ont jamais été recouverts.

### Relief

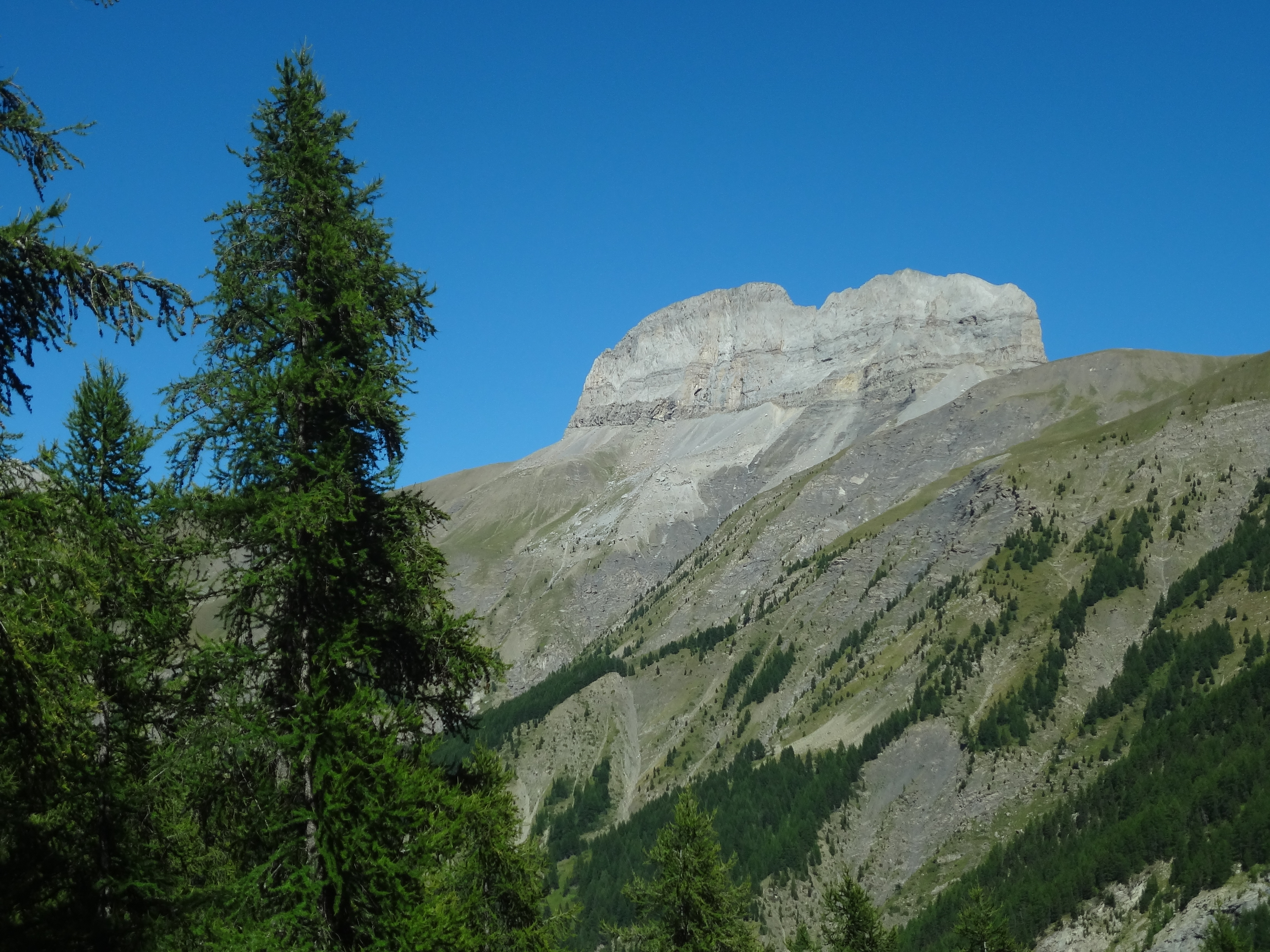
Grande Séolane

- la Grande Séolane (2 909 m)

### Environnement
La commune compte 969 ha de bois et forêts, soit 30 % de sa superficie.

### Risques naturels et technologiques
Aucune des 200 communes du département n'est en zone de risque sismique nul. Le canton de Barcelonnette auquel appartiennent Les Thuiles est en zone 1b (sismicité faible) selon la classification déterministe de 1991, basée sur les séismes historiques, et en zone 4 (risque moyen) selon la classification probabiliste EC8 de 2011. La commune des Thuiles est également exposée à quatre autres risques naturels :
- avalanche ;
- feu de forêt ;
- inondation (dans la vallée de l’Ubaye) ;
- mouvement de terrain.

La commune des Thuiles est de plus exposée à un risque d’origine technologique, celui de transport de matières dangereuses par route. La départementale RD 900 (ancienne route nationale 100) peut être empruntée par les transports routiers de marchandises dangereuses.
Le plan de prévention des risques naturels prévisibles (PPR) de la commune a été prescrit en 2008 pour les risques d’avalanche, d’inondation, de mouvement de terrain et de séisme ; le Dicrim n’existe pas.
Dans la liste qui suit, figurent les tremblements de terre fortement ressentis dans la commune. Ils atteignent tous une intensité macro-sismique ressentie de V sur l’échelle MSK (dormeurs réveillés, chutes d’objets). Les intensités indiquées sont celles ressenties dans la commune, l’intensité peut être plus forte à l’épicentre :
- le séisme du 19 mars 1935, d’une intensité ressentie à de V et demi et dont l’épicentre était situé à Saint-Clément-sur-Durance[12] ;
- le séisme du 22 mars 1949, avec une intensité ressentie de V et dont l’épicentre était situé au Lauzet[13] ;
- le séisme du 5 avril 1959, avec une intensité ressentie de V et dont l’épicentre était situé à Saint-Paul-sur-Ubaye[14] ;
- le séisme du 31 octobre 1997, avec une intensité ressentie de V et dont l’épicentre était situé à Prads-Haute-Bléone[15].

### Toponymie
Le nom du village, tel qu’il apparaît la première fois en 1376 (de Tegulis), est le pluriel de l’occitan teulo, désignant les tuiles et les briques. Il est probable que ce nom faisait référence à une maison construite en briques ou couverte de tuiles, selon Ernest Nègre.

### Climat
Pour des articles plus généraux, voir Climat de Provence-Alpes-Côte d'Azur et Climat des Alpes-de-Haute-Provence.
En 2010, le climat de la commune est de type climat des marges montargnardes, selon une étude du Centre national de la recherche scientifique s'appuyant sur une série de données couvrant la période 1971-2000. En 2020, Météo-France publie une typologie des climats de la France métropolitaine dans laquelle la commune est exposée à un climat de montagne ou de marges de montagne et est dans la région climatique Alpes du sud, caractérisée par une pluviométrie annuelle de 850 à 1 000 mm, minimale en été.
Pour la période 1971-2000, la température annuelle moyenne est de 8,7 °C, avec une amplitude thermique annuelle de 17,1 °C. Le cumul annuel moyen de précipitations est de 900 mm, avec 6,7 jours de précipitations en janvier et 6,1 jours en juillet. Pour la période 1991-2020, la température moyenne annuelle observée sur la station météorologique de Météo-France la plus proche, « Barcelonnette », sur la commune de Faucon-de-Barcelonnette à 7 km à vol d'oiseau, est de 8,2 °C et le cumul annuel moyen de précipitations est de 694,3 mm. 
La température maximale relevée sur cette station est de 36,7 °C, atteinte le 28 juin 2019 ; la température minimale est de −25 °C, atteinte le 10 février 1986,,.
Les paramètres climatiques de la commune ont été estimés pour le milieu du siècle (2041-2070) selon différents scénarios d'émission de gaz à effet de serre à partir des nouvelles projections climatiques de référence DRIAS-2020. Ils sont consultables sur un site dédié publié par Météo-France en novembre 2022.

## Urbanisme

### Typologie
Au 1er janvier 2024, Les Thuiles sont catégorisées commune rurale à habitat dispersé, selon la nouvelle grille communale de densité à 7 niveaux définie par l'Insee en 2022.
Elle est située hors unité urbaine. Par ailleurs la commune fait partie de l'aire d'attraction de Barcelonnette, dont elle est une commune de la couronne,. Cette aire, qui regroupe 11 communes, est catégorisée dans les aires de moins de 50 000 habitants,.

### Occupation des sols
L'occupation des sols de la commune, telle qu'elle ressort de la base de données européenne d’occupation biophysique des sols Corine Land Cover (CLC), est marquée par l'importance des forêts et milieux semi-naturels (88,7 % en 2018), une proportion sensiblement équivalente à celle de 1990 (88,6 %). La répartition détaillée en 2018 est la suivante : 
forêts (49,7 %), espaces ouverts, sans ou avec peu de végétation (23 %), milieux à végétation arbustive et/ou herbacée (16 %), prairies (7,3 %), zones agricoles hétérogènes (2,8 %), zones urbanisées (1,2 %).
L'évolution de l’occupation des sols de la commune et de ses infrastructures peut être observée sur les différentes représentations cartographiques du territoire : la carte de Cassini (XVIIIe siècle), la carte d'état-major (1820-1866) et les cartes ou photos aériennes de l'IGN pour la période actuelle (1950 à aujourd'hui).

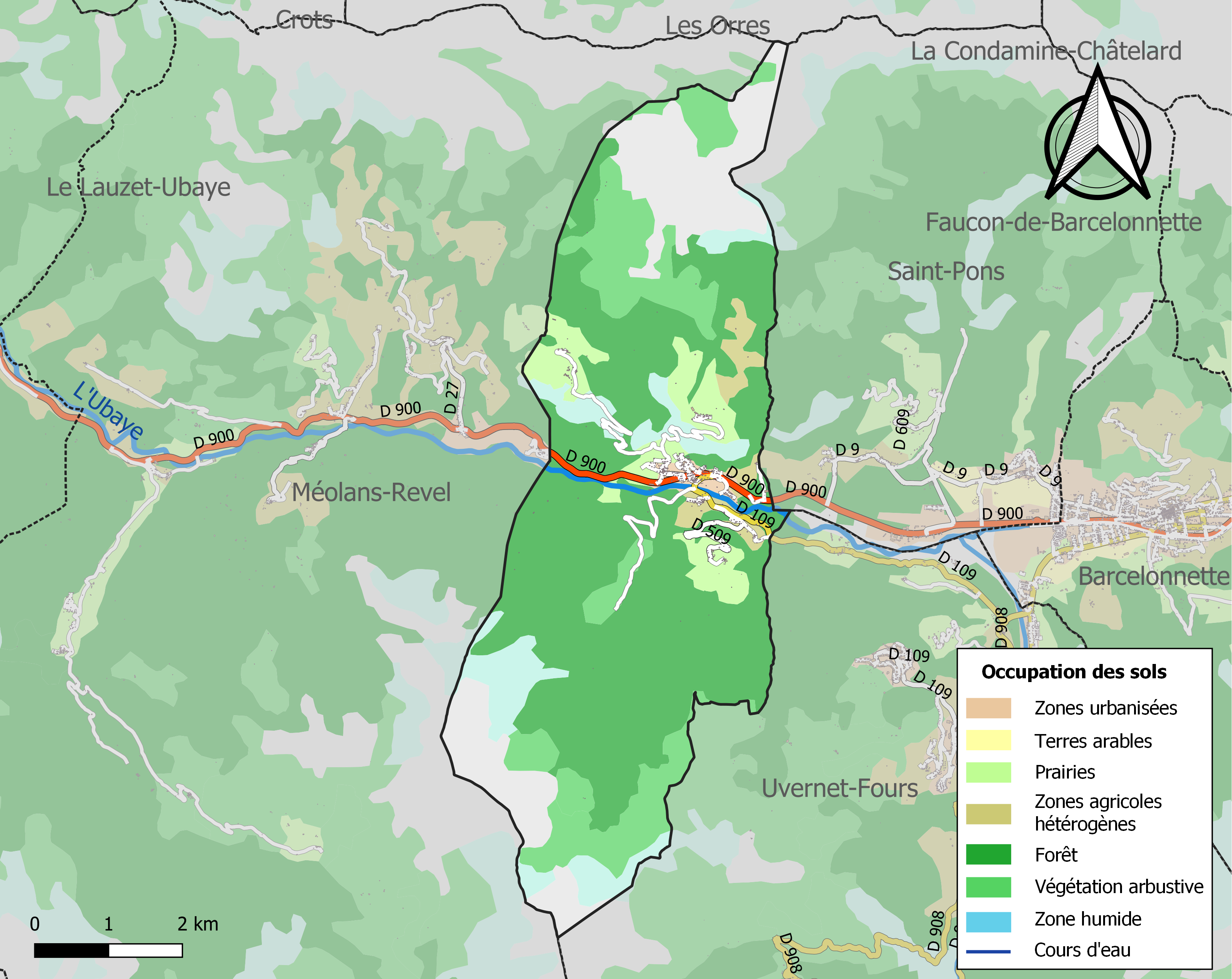
Carte de l'occupation des sols de la commune en 2018 (CLC).

## Histoire
La commune est un ancien quartier (au sens de dépendance) de Barcelonnette. Elle est créée en 1790 par détachement. Comme tel, elle appartient d’abord aux comtes de Provence, passe aux comtes de Savoie en 1388, puis au roi de France par le traité d'Utrecht.
Comme de nombreuses communes du département, Les Thuiles se dotent d’écoles bien avant les lois Jules Ferry : en 1863, elle compte déjà deux écoles dispensant une instruction primaire aux garçons (dont une au chef-lieu). Les filles sont tenues à l’écart : la loi Falloux (1851) n’impose qu’aux communes de plus de 800 habitants l’ouverture d’une école de filles ; la première loi Duruy (1867) abaisse ce seuil à 500 habitants, ce qui laisse encore Les Thuiles à l’écart. Ce n’est qu’avec les lois Ferry que les filles fréquentent l’école des Thuiles. La deuxième loi Duruy (1877) permet à la commune, grâce aux subventions de l’État, de construire trois écoles neuves.
La commune des Thuiles est durement touchée par la Première Guerre mondiale, avec 20 morts sur 65 mobilisés. Une souscription publique est lancée afin de financer la construction du monument aux morts. Une autre souscription, de fin 1919 à 1921, a lieu dans toute la vallée de l'Ubaye et permet de financer un monument aux 509 morts de la vallée, érigé à Barcelonnette par Paul Landowski.

## Politique et administration

### Liste des maires
| Période                                  | Période   | Identité           | Étiquette | Qualité                          |
| ---------------------------------------- | --------- | ------------------ | --------- | -------------------------------- |
| mai 1945                                 |           | Aimé Donnadieu     |           |                                  |
|                                          |           |                    |           |                                  |
| mars 1996                                | mars 2001 | Adrien Jaubert     |           |                                  |
| mars 2001                                | mai 2020  | Jean-Pierre Bultel |           | Retraité de la fonction publique |
| mai 2020                                 | En cours  | Sandra Reynaud     |           | Technicienne                     |
| Les données manquantes sont à compléter. |           |                    |           |                                  |

### Intercommunalité
Les Thuiles font partie : 
- de 1993 à 2016 de la communauté de communes Vallée de l'Ubaye ;
- à partir du 1er janvier 2017, de la communauté de communes Vallée de l'Ubaye Serre-Ponçon.

## Population et société

### Démographie
L'évolution du nombre d'habitants est connue à travers les recensements de la population effectués dans la commune depuis 1793. Pour les communes de moins de 10 000 habitants, une enquête de recensement portant sur toute la population est réalisée tous les cinq ans, les populations de référence des années intermédiaires étant quant à elles estimées par interpolation ou extrapolation. Pour la commune, le premier recensement exhaustif entrant dans le cadre du nouveau dispositif a été réalisé en 2005.
En 2022, la commune comptait 365 habitants, en évolution de −7,59 % par rapport à 2016 (Alpes-de-Haute-Provence : +2,84 %, France hors Mayotte : +2,11 %).
| 1793 | 1800 | 1806 | 1821 | 1831 | 1836 | 1841 | 1846 | 1851 |
| ---- | ---- | ---- | ---- | ---- | ---- | ---- | ---- | ---- |
| 519  | 612  | 525  | 560  | 572  | 594  | 606  | 574  | 492  |

| 1856 | 1861 | 1866 | 1872 | 1876 | 1881 | 1886 | 1891 | 1896 |
| ---- | ---- | ---- | ---- | ---- | ---- | ---- | ---- | ---- |
| 554  | 530  | 497  | 512  | 459  | 463  | 413  | 341  | 351  |

| 1901 | 1906 | 1911 | 1921 | 1926 | 1931 | 1936 | 1946 | 1954 |
| ---- | ---- | ---- | ---- | ---- | ---- | ---- | ---- | ---- |
| 347  | 324  | 333  | 268  | 229  | 233  | 219  | 215  | 174  |

| 1962 | 1968 | 1975 | 1982 | 1990 | 1999 | 2005 | 2006 | 2010 |
| ---- | ---- | ---- | ---- | ---- | ---- | ---- | ---- | ---- |
| 184  | 165  | 184  | 230  | 274  | 344  | 383  | 384  | 368  |

| 2015 | 2020 | 2022 | - | - | - | - | - | - |
| ---- | ---- | ---- | - | - | - | - | - | - |
| 398  | 370  | 365  | - | - | - | - | - | - |

L'histoire démographique des Thuiles est marquée par une période d'« étale » où la population reste relativement stable à un niveau élevé. Cette période dure jusqu'en 1856. L'exode rural provoque ensuite un mouvement de recul démographique de longue durée. En 1921, la commune a perdu plus de la moitié de sa population par rapport au maximum historique de 1841. Le mouvement de baisse se poursuit jusqu'aux années 1960. Depuis, la population a plus que doublé.

## Économie
Son activité a gardé un rapport avec l’ancienne manufacture de tuiles, puisqu’elle accueille de nombreux potiers et artisans.

## Culture locale et patrimoine

### Lieux et monuments
L'église paroissiale, placée sous l’invocation de saint Martin de Tours, est construite au (XVIIIe siècle). La nef est haute ; ses trois travées sont voûtées d’arêtes. Sur les côtés nord et sud, dans chaque travée, se trouvent des chapelles aménagées dans de légers renfoncements. Le chœur, plus bas, est également voûté d’arêtes. L’ensemble, à l’exception du clocher et du portail sud, date de la fin du XVIIe siècle ou du XVIIIe siècle. Le clocher, carré, surmonté d'une flèche de pierre accostée de quatre pyramidions, et le portail sud, de style gothique, sont les restes de l’édifice précédent et datent du début du XVIe siècle. Le portail est une arche arrondie à deux tores. Le linteau est porté par deux corbeaux, dont un est sculpté d’un personnage dont les bras portent le linteau. Son cadran solaire date de 1881 ; restauré en 1996, il porte la légende «  Je passe et je reviens ; tu passes et ne reviens pas ».

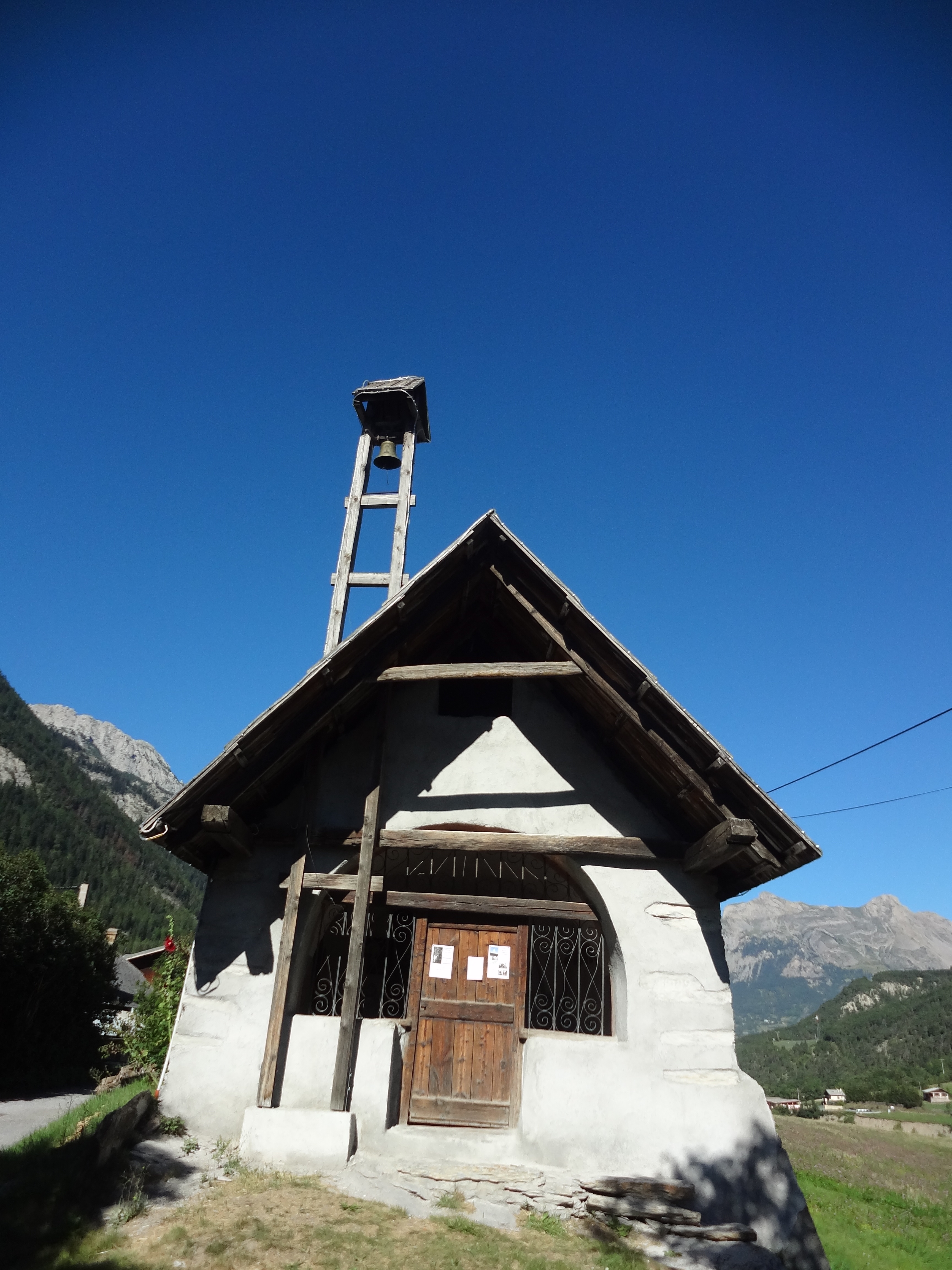
Chapelle ouverte au hameau des Guérins.

Au hameau des Prats, se trouve un moulin et la chapelle Saint-Jean,, qui abrite le seul élément classé de la commune, un ciboire en argent du XVIIIe siècle, classé monument historique au titre objet.
Trois autres chapelles se trouvent sur la commune : Saint-Joseph à Miraval, aux Guérins et à Clot-Meyrans.

### Patrimoine naturel
- Cascades de la Gimette, de la Pisse

Sur le restaurant la Pastourière, un cadran solaire date de 1861.